# 理查德·特鲁利
理查德·哈里森·特鲁利（英語：Richard Harrison Truly，1937年11月12日—2024年2月27日）曾是一位美国国家航空航天局的宇航员，执行过STS-2以及STS-8任务。